# Bosquerola de coroneta taronja
La bosquerola de coroneta taronja (Leiothlypis celata) és un ocell de la família dels parúlids (Parulidae).

## Hàbitat i distribució
Cria en zones de bosc decidu i mixt, chaparral i boscos de ribera des de l'oest i centre d'Alaska cap a l'est, a través del centre de Canadà fins al sud de Labrador i cap al sud a través de l'oest dels Estats Units. Passa l'hivern en Califòrnia, Baixa Califòrnia i altres zones de Mèxic nord-occidental.